# ボスニア教会
ボスニア教会（ボスニアきょうかい、ボスニア語: Crkva bosanska/Црква босанска）は、中世ボスニア・ヘルツェゴビナに存在したキリスト教の一派である。ローマ・カトリック教会や東方正教会のいずれからも独立しており、同時に異端視されていた。
多くの歴史家がボゴミル派と関連付けてきたが、この見解は現在ではほとんどの学者に否定されている。「ボスニア教会」は他称であり、信者たちはクルステャニ（krstjani 、「キリスト教徒」の意）もしくはドブリ・ボシュニャニ（dobri Bošnjani 、「良いボシュニャク（ボスニア）人」の意）と自称した。しかし信者などによる内部資料が乏しく、外部（主にカトリック）の記録に頼らざるを得ないため、教会の組織や信仰についてはあまり分かっていない。
ボスニアやヘルツェゴビナ、クロアチア、セルビア、モンテネグロにあたる地域で中世に建てられたステチュツィと呼ばれる墓碑は、ボスニア教会によるものとされている。

## 背景

### 東西教会分裂の狭間
9世紀、ローマとコンスタンティノープルの教会がそれぞれバルカン半島の南スラヴ人に対する布教活動を展開し、両教会の管轄権の境界線が生まれた。東西教会の分裂により、中央クロアチアとダルマチアはローマ・カトリック教会に、セルビアは正教会に属することになった。間に挟まれたボスニアの山岳地帯は、名目上はローマの傘下とされたが、教会組織の弱さと交通の難によりほとんど影響が及ばなかった。結果として中世ボスニアは「どちらの信仰にも属さない」地となり、独立した、いささか異端的な教会が形成され、数奇な教会史をたどることになった。
地域的にみると、東西キリスト教会は現在のボスニア・ヘルツェゴヴィナにあたる領域で、それぞれ別個の地域で地位を確立している。ボスニア西部、北部、中部ではカトリック教会が多数派を占め、フム地方またはザフムリェと称される地域（現ヘルツェゴヴィナ）の大部分と東部国境付近では正教会が多数派を占めていた。この勢力図が変化するのが13世紀半ばで、ボスニア教会がカトリックの勢力範囲を侵食し始めたのである。名目上、ボスニアは中世盛期までカトリックの管轄下にあった。しかしボスニア司教は、地元の聖職者からボスニア人によって選出された。そして叙階のためにラグーサ（ドゥブロヴニク）大司教のもとに赴く以外は独自に活動した。教皇庁は既にラテン語を典礼言語に定めていたが、ボスニアでは教会スラヴ語を使い続けた。なおクロアチアでも長期にわたって、グラゴル文字を用いた教会スラヴ語典礼が、ラテン語典礼と共存していた。

### 周辺諸国との抗争
1199年、ドュクリャ（Duklja）の支配者（後のセルビア大公）ヴカン・ネマニッチは、ローマ教皇インノケンティウス3世にボスニアが異端化していることを書き知らせた。ボスニアのバンであるクリン（Kulin）が妻や妹ら親族、それに1万人のボスニア人とともに異端に転向したというのであった。スプリト大司教はヴカンを支持し、ボスニアの管轄権を巡って競合していたラグーサ大司教が、属司教区であるボスニアを放置していたと批判した。スプリト側を後援するハンガリー王イムレも、ボスニアへの影響力拡大をうかがっていた。その後、1202年までクリンは異端をかくまっているとして非難され続けた。
これに対してクリンは、1203年4月6日にビリノ・ポーリェ（Bilino Polje）にて 教会会議を開催させた。そして彼自身とハンガリーからの使節を前に、ボスニアの聖職者たちはローマ教皇への帰順と、誤った典礼の改革を約した（ビリノ平原の棄教又は Confessio Christianorum bosniensis として知られる）。この結果ボスニアはラグーサ大司教の管轄下にとどまることに成功し、ハンガリーの介入を阻止した。ただしここで表明された「棄教」の実際は、異端信仰というよりも、素朴な無知による典礼の誤りだったとされている。

## 教会の歴史
12世紀から13世紀にかけてローマ・カトリック教会はボスニアを支配しようと試み続けたが、その実現は困難だった。バン統治下のボスニアはラグサ共和国と極めて緊密な貿易関係を築いており、名目的ながらラグサ大司教の管轄権は揺るがなかった。上記の通りハンガリー王国がボスニアを支配しようとしたが、クリンに躱されたため、彼に対する十字軍を起こそうとして、インノケンティウス3世にボヘミアが異端の中心地になっていると訴えた。カタリ派、もしくはボゴミル派やパタリーニ派の難民がそこに流れ込んでいる、というのがハンガリーの主張だった。これに対しクリンは1203年4月8日に民会を開き、教皇使節の前で改めてローマ教会への忠誠を誓い、過ちを捨ててカトリックの教義に従うことを宣言した。しかし、これは見せかけのもので、ボスニアの独自性は保たれた。1216年にクリンが死去すると、ボスニアを確実にローマ教会に改宗させるべく宣教師が派遣されたが、失敗した。
1225年5月15日、教皇ホノリウス3世はハンガリーに対し、ボスニア十字軍を実施するよう勧めた。これを受けてハンガリー王国はボスニアに出兵したが、以前と同様に失敗し、さらに東方から侵攻してきたモンゴル帝国に対処するため撤退した。1234年、教皇グレゴリウス9世は、異端の存在を認めていたとしてボスニア司教座を廃止した。さらにグレゴリウス9世はハンガリー王に再度のボスニア十字軍実施を命じた。しかしこの時も、ボスニア貴族たちはハンガリー軍を撃退した。
1252年、教皇インノケンティウス4世は、ボスニアの聖職者をハンガリーのカロチャ大司教区の管轄下に置くことを決めた。これによりボスニア人は、決定を受け入れてハンガリーに服属する者と、ローマとの関係を完全に断った者に分裂した。ここに、完全に独立自治を行うボスニア教会が成立した。後の多くの学者が、ボゴミル派やカタリ派の影響を論じてきたが、近年ではノエル・マルコム（Noel Malcolm）やジョン・ファイン（John V. A. Fine）らが、ボスニア教会にはそれら異端教会との関係の痕跡が一切見られないと主張している。
1291年、教皇ニコラウス4世が教皇勅書「プラエ・クンクティス」を発し、ボスニアでフランシスコ会による異端審問が展開されることになった。
13世紀には、異端のボゴミル派がブルガリアやビザンツ帝国で根絶された。しかしボスニア・ヘルツェゴヴィナでは、1463年にオスマン帝国に征服されるまでボゴミル派が生き残っていた。
中世後期、ボスニア教会はカトリック教会（および少数のボゴミル派集団）と共存していた。ただ、両者の信者もしくは支持者の人数や勢力規模を正確に記録した文献は無い。ボスニアの支配者たちはクリステャニすなわちボゴミル教会に明確に属した者もいれば、政治的理由でカトリック教会に属した者もいた。例えばスチェパン・コトロマニッチは、ボスニアをローマ教会と和解させると言いながら、国内ではボスニア教会を保証していた。フランシスコ会が活動を始めた後も、ボスニア教会は生き残ったが、次第に弱体化していき、オスマン帝国のボスニア征服によって消滅した。
外部の人々は、マニ教やパウロ派の影響を受けた二元論グノーシス主義のボゴミル派がボスニア教会と関係していると言って糾弾した。ボゴミル派はブルガリアを中心に展開し、カタリ派の先駆者ともなった異端であった。15世紀後半にボスニアで行われた異端審問では二元論派の存在が確認され、「ボスニアの異端」と呼んでいるが、歴史家の中にはこれはボスニア教会とは別物であると考えている者もいる。クロアチアの歴史家フラニョ・ラチュキは1869年にラテン語文献をもとにこの主張を行っている。一方でクロアチアの歴史学者ドラグティン・クニェウァルドは、1949年に、かつてのラテン教会の文献がボスニア教会を異端と表現していたことを示した。オスマン帝国がボスニアを征服したとき、カトリックからも正教会からも迫害されていたボスニア教会の信者たちはイスラームに改宗する道を選び、現代のボシュニャク人を形成したと考えられている。バシッチ（Denis Bašić）は、ボスニア教会は二元論的で、カトリックや正教会の分派とは考えられないとしている。マウロ・オルビーニ（Mavro Orbini）（1614年没）は、パタリーニ派とマニ派の2つがボスニアにおける主なキリスト教信仰となっていたとしている。マニ派は司教をdjed、司祭をstrojnici (strojniks)と呼んだが、ボスニア教会の指導者たちも同じ名称で呼ばれていた。
1463年のオスマン帝国侵攻時点で、すでにボスニア教会はほとんど消滅していたと考える歴史家もいる。衰退と消滅の時期については様々な説があり、議論が続いている。
ボスニア教会の中心地は、ヴィソコに近いモシュトレであった。この地では「クルステャニの家」が発見されている。

## 組織と特徴

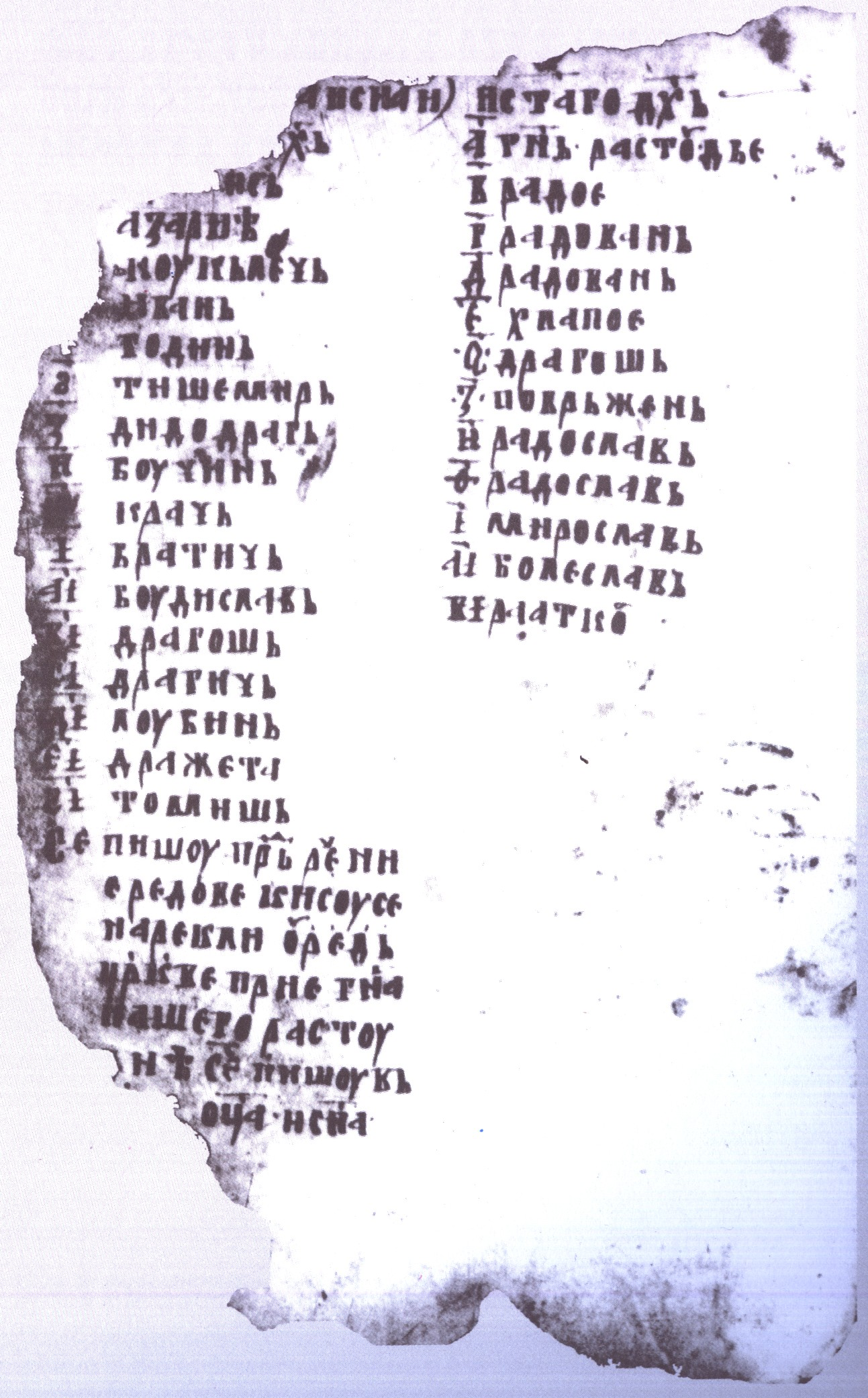
ボスニア教会の28人の司教の名が記されたバタロのゴスペル

ボスニア教会は、正教会と同様に典礼にスラヴ語を用いた。
教会の長はdjed（「祖父」の意）と呼ばれる司教で、strojniciと呼ばれる12人制の評議会が存在した。僧はkrstjaniやkršćani（「十字架の信者」の意）と呼ばれた。その中の一部はhiže （hiža, 「家」の意）と呼ばれる小さな僧院に住み、それ以外は放浪生活を送り、gosti（gost, 「客」の意）と呼ばれた。カトリックや正教徒の神学上の相違をつきとめるのは難しいが、儀式の形態はいずれとも異なっていた。
教会は各地に散らばる僧院に住む僧によって構成され、土地に属した組織を持たず、世俗には葬式においてのみ関与した。また国政に関与することもあまりなかった。ただ例外的に、自らもボスニア教会の信者だったボスニア王スチェパン・オストヤは、1403年から1405年までボスニア教会司教を顧問として宮廷に置き、教会の長老を仲裁者や交渉人として活用した。

### フヴァル文書

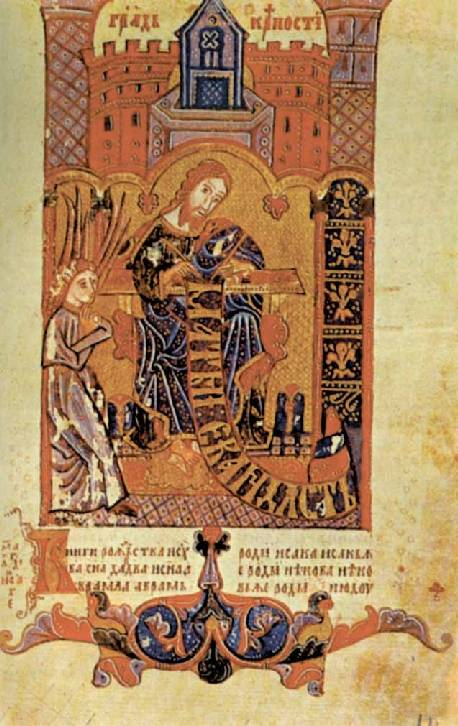
フヴァル文書のミニアチュール

1404年にボスニア・キリル文字で記されたフヴァル文書（Hval's Codex）は、カトリックの教義にそぐわない受胎告知、キリストの磔刑・昇天のイコンが掲載された、最も有名なボスニア教会の史料である。重要なボスニア教会の文書 (Nikoljsko evandjelje, Sreckovicevo evandelje, the Manuscript of Hval, the Manuscript of Krstyanin Radosav) はすべて、グラゴル時代の教会の本を基礎としている。

## 研究
中世ボスニアのキリスト教は長きにわたり歴史家の興味を引き付ける問題であったが、専門的な論文が出始めたのは19世紀後半である。1870年、前出の歴史家フラニョ・ラチュキ（Franjo Rački）が『ボゴミル派とパタリーニ派』を出版し、ボスニア教会が本質的にグノーシス主義やマニ教的な傾向を有していたと主張した。後の歴史家の多く（ドミニク・マンディチ、スィマ・チルコヴィッチ、ヴラディミル・チョロヴィッチ、ミロスラフ・ブラント、フラニョ・シャニェクら）もラチュキの説を支持し、これを拡張する方向で研究が進んだ。しかし一方で、ボスニア教会の文書がまったく正統教義にかなっていることを強調し、同時にボスニア教会が1054年の東西教会分裂以前のキリスト教の特徴を多く残した孤立的な教会であったと主張する学者もいた（レオン・ペトロヴィッチ、ヤロスラヴ・シダク（Jaroslav Šidak）、ドラゴリュブ・ドラゴイロヴィッチ、ドゥブラヴコ・ロヴレノヴィッチ、ノエル・マルコムら）。
アメリカのバルカン史学者ジョン・ファインは、ボスニア教会と二元論の関係を完全に否定した。彼は自説を「ボスニア教会の新解釈」としているが、その内容はヤロスラヴ・シダクらの説に近いものであった。彼はボスニア教会の近くに別の異端が存在し、ボスニア教会自体はローマ教皇の影響を受けていたと主張した。